# Zimirina tenuidens
Zimirina tenuidens là một loài nhện trong họ Gnaphosidae.
Loài này thuộc chi Zimirina. Zimirina tenuidens được J. Denis miêu tả năm 1956.